# بریدل
برایدل (به آلمانی: Briedel) یک شهر در آلمان است که در کوخم-تسل واقع شده‌است. برایدل ۱٬۰۵۵ نفر جمعیت دارد.